# Franz Kautny
Franz Kautny (ur. 22 czerwca 1907, zm. 27 maja 1947 Landsberg am Lech) – zbrodniarz hitlerowski, członek załogi obozu koncentracyjnego Mauthausen-Gusen i SS-Oberscharführer.
Obywatel czechosłowacki narodowości niemieckiej. Członek Waffen-SS od lutego 1943. W Mauthausen Kautny pełnił dwukrotnie służbę jako strażnik w obozie głównym i podobozie Steyr. Najpierw w okresie od 22 lutego 1943 do 1 września 1944, a następnie od 23 lutego do maja 1945. Znęcał się nad więźniami, bijąc ich kijem. Przyznał się również podczas swego procesu, iż zastrzelił więźnia podczas próby ucieczki.
Kautny został skazany w pierwszym procesie załogi Mauthausen przez amerykański Trybunał Wojskowy w Dachau na karę śmierci. Wyrok wykonano przez powieszenie w więzieniu Landsberg 27 maja 1947.